# Луптеторі
Луптеторі (рум. Luptători) — село у повіті Келераш в Румунії. Входить до складу комуни Фресінет.
Село розташоване на відстані 58 км на схід від Бухареста, 42 км на захід від Келераші, 146 км на захід від Констанци.

## Населення
За даними перепису населення 2002 року у селі проживали 595 осіб, усі — румуни. Усі жителі села рідною мовою назвали румунську.